# Diario Carboni
Diario Carboni è la prima raccolta del cantautore italiano Luca Carboni, pubblicata il 25 ottobre 1993 dalla RCA Italiana.

## Descrizione
L'album contiene una selezione di brani eseguiti dal vivo, remix e anche inediti. Tra i brani dal vivo sono presenti Ci stiamo sbagliando, Sarà un uomo, Vieni a vivere con me, Primavera e  Ci vuole un fisico bestiale; tra i remix ci sono quelli di Quante verità, Mare mare e Farfallina e infine tra gli inediti ci sono Faccio i conti con te (di Carboni e Malavasi), Il mio cuore fa ciock (di Mauro Bandini e Daniele Bruno); brano in duetto con Ugo Rapezzi Spider (di Ugo Rapezzi);  brani in duetto con Jovanotti Vedo risorgere il sole (di Carboni e Malavasi), Mix 1992 (Le storie d'amore + Puttane e spose) (di Carboni, Jovanotti e Patelli) e O è Natale tutti i giorni... (cover di More Than Words degli Extreme il cui testo è stato riscritto da Carboni e Jovanotti).

## Pubblicazione
L'album viene pubblicato in Grecia in formato LP, in Paesi Bassi, Germania, Svizzera, Austria, Svezia e Cecoslovacchia in formato CD e audiocassetta in Italia. Il 16 giugno 2023, in occasione del 30º anniversario, l'album viene ripubblicato in formato CD digipack.
In seguito all'album partono le tournée Diario Carboni Tour 1993 e Diario Carboni Tour 1994 Europeo.

## Tracce
Testi e musiche di Luca Carboni, eccetto dove indicato.
1. Faccio i conti con te – 4:09 (testo: Luca Carboni – musica: Luca Carboni, Mauro Malavasi)
2. Vedo risorgere il sole (featuring Jovanotti) – 4:43 (testo: Luca Carboni, Jovanotti – musica: Luca Carboni, Jovanotti, Mauro Malavasi)
3. Il mio cuore fa ciock – 4:57 (testo: Mauro Bandini – musica: Daniele Bruno)
4. Quante verità (Remix) – 5:08
5. Mare mare (Remix) – 5:35
6. Farfallina (Remix) – 5:06
7. Spider (featuring Ugo Rapezzi) – 3:27 (Ugo Rapezzi)
8. Mix 1992 (Le storie d'amore/Puttane e spose) (featuring Jovanotti) – 5:06 (testo: Luca Carboni, Jovanotti – musica: Jovanotti, Mauro Patelli)
9. O è Natale tutti i giorni... (Inedito - Live) (featuring Jovanotti) – 4:33 (testo: Luca Carboni, Jovanotti – musica: Gary Cherone, Nuno Bettencourt)
10. Ci stiamo sbagliando (Live) – 3:57
11. Sarà un uomo (Live) – 4:54
12. Vieni a vivere con me (Live) – 4:18 (musica: Nicola Lenzi)
13. Primavera (Live) – 3:53
14. Ci vuole un fisico bestiale (Live) – 4:21

## Formazione
- Luca Carboni – voce, tastiera, chitarra elettrica
- Jovanotti – voce in Vedo risorgere il sole, Mix 1992 e O è Natale tutti i giorni...
- Ugo Rapezzi – voce in Spider
- Mauro Malavasi – programmazione, tastiera, tromba, cori
- Rudy Trevisi – percussioni
- Sergio Piccinini – batteria
- Massimo Sutera – basso
- Mauro Patelli – chitarra elettrica, chitarra acustica, cori
- Mauro Gardella – chitarra elettrica, chitarra acustica
- Daniele Bruno – pianoforte, tastiera, cori
- Ignazio Orlando – chitarra acustica, tastiera, programmazione

Produzione
- Mauro Malavasi – produzione, missaggio, mastering

## Classifiche

### Classifiche settimanali
| Classifica (1993) | Posizione massima |
| ----------------- | ----------------- |
| Europa            | 31                |
| Italia            | 1                 |

### Classifiche di fine anno
| Classifica (1993) | Posizione |
| ----------------- | --------- |
| Italia            | 13        |